# Liptena
Liptena is een geslacht van vlinders van de familie Lycaenidae, uit de onderfamilie Poritiinae.

## Soorten
- L. albicans Cator, 1904
- L. albomacula Hawker-Smith, 1933
- L. alluaudi Mabille, 1890
- L. amabilis Schultze & Aurivillius, 1910
- L. angusta Suffert, 1904
- L. bassae Bethune-Baker, 1926
- L. batesana Bethune-Baker, 1926
- L. bergeri Stempffer, 1974
- L. bolivari Kheil, 1905
- L. catalina (Smith, 1887)
- L. confusa Aurivillius, 1899
- L. congoana Hawker-Smith, 1933
- L. decempunctata Schultze & Aurivillius, 1910
- L. decipiens (Kirby, 1890)
- L. despecta (Holland, 1890)
- L. durbania (Bethune-Baker, 1915)
- L. eketi Bethune-Baker, 1926
- L. eukrinaria Bethune-Baker, 1926
- L. eukrines Druce, 1905
- L. eukrinoides Talbot, 1937
- L. evanescens (Kirby, 1887)
- L. fatima (Kirby, 1890)
- L. ferruginea Schultze & Aurivillius, 1910
- L. ferrymani (Smith & Kirby, 1891)
- L. flavicans Smith & Kirby, 1891
- L. fontainei Stempffer, 1974
- L. fulvicans Hawker-Smith, 1933
- L. girthii Dewitz, 1886
- L. gordoni (Druce, 1903)
- L. griveaudi Stempffer, 1969
- L. hapale Talbot, 1935
- L. helena (Druce, 1888)
- L. homeyeri Dewitz, 1884
- L. hulstaerti Hawker-Smith, 1926
- L. ideoides Dewitz, 1886
- L. ilaro Stempffer, 1974
- L. infima (Grose-Smith, 1890)
- L. inframacula Hawker-Smith, 1933
- L. intermedia Grünberg, 1911
- L. kelle Stempffer, 1964
- L. langi (Holland, 1920)
- L. modesta (Kirby, 1890)
- L. modestissima Rebel, 1919
- L. mwagensis Dufrane, 1953

- L. nigromarginata Stempffer, 1961
- L. o-rubrum (Holland, 1890)
- L. occidentalis Bethune-Baker, 1926
- L. ochrea Hawker-Smith, 1933
- L. olombo (Holland, 1890)
- L. opaca (Kirby, 1890)
- L. otlauga (Smith & Kirby, 1890)
- L. ouesso Stempffer, 1974
- L. overlaeti Stempffer, 1974
- L. pearmani Stempffer, 1974
- L. perobscura Druce, 1910
- L. praestans (Grose-Smith, 1901)
- L. rochei Stempffer, 1951
- L. rubromacula Hawker-Smith, 1933
- L. sauberi Schultze, 1912
- L. septistrigata (Bethune-Baker, 1903)
- L. similis (Kirby, 1890)
- L. simplicia Möschler, 1888
- L. submacula Lathy, 1903
- L. subsuffusa Hawker-Smith, 1933
- L. subundularis (Staudinger, 1892)
- L. subvariegata Grose-Smith & Kirby, 1890
- L. tiassale Stempffer, 1969
- L. titei Stempffer, 1974
- L. tricolora (Bethune-Baker, 1915)
- L. tullia (Staudinger, 1892)
- L. tulliana Grose-Smith, 1901
- L. turbata (Kirby, 1890)
- L. undina (Smith & Kirby, 1894)
- L. undularis Hewitson, 1866
- L. xantha Grose-Smith, 1901
- L. xanthostola (Holland, 1890)
- L. yukadumae Schultze, 1922